# 4Q122
4Q122 (auch 4QLXXDtn, Nr. 819 nach Rahlfs) ist das Fragment einer Pergamenthandschrift aus dem 2. Jahrhundert v. Chr. Es enthält einen kleinen Teil aus dem Buch Deuteronomium 11,4 in griechischer Sprache. Es zählt zu den ältesten erhaltenen Fragmenten einer Septuaginta-Übersetzung der Tora.
Die erhaltenen Textteile sind
| Lücken sind grün ergänzt | Die vollständige Textstelle wäre        | 4Q122 |
| ]• ς π •[                | αὐτῶν, ὡς ἐπέκλυσε τὸ ὕδωρ τῆς θαλάσσης | 4Q122 |
| ]• ἐρυθρᾶς ἐπὶ [         | τῆς ἐρυθρᾶς ἐπὶ προσώπου αὐτῶν          | 4Q122 |
| ]•κόντων α [             | καταδιωκόντων αὐτῶν ἐκ τῶν ὀπίσω        | 4Q122 |
| ] καὶ ἀπώ• [             | ὑμῶν καὶ ἀπώλεσεν αὐτοὺς Κύριος         | 4Q122 |
| ] • [                    |                                         | 4Q122 |

Das Fragment war Teil einer Schriftrolle in Höhle 4Q nahe Qumran am Toten Meer in Israel.
Es befindet sich heute im Rockefeller Museum in Jerusalem, Inv. Gr. 265 (4Q122).